# ディオン (歌手)
ディオン（Dion）ことディオン・ディムーチ（Dion DiMucci、1939年7月18日 - ）は、アメリカ合衆国のシンガーソングライター。
初期のアメリカン・ロックンロール期に大きなヒットを飛ばした人物の一人である。

## 経歴・人物
ニューヨーク市ブロンクス区でイタリア系アメリカ人の一家に生まれた。
ディオン・アンド・ザ・ベルモンツというグループ名で1957年に「Santa Margarita」でデビュー。
1958年に「I Wonder Why」がヒットし全米チャート22位を記録、1959年には「恋のティーンエイジャー」が全米5位を記録した。
1950年代後半、ディオン・アンド・ザ・ベルモンツは全米ヒット曲を連発し音楽史にその名を刻んだ。彼らは全米でセンセーションを巻き起こし、広範囲にわたるツアーを行った。ディオン・アンド・ザ・ベルモンツは、バディ・ホリー、リッチー・ヴァレンスらの命を奪った運命のツアー「ウィンター・ダンス・パーティ」に参加したアーティストである。ディオンは、「音楽が死んだ日」に墜落した飛行機で飛ぶよう提案されたものの、搭乗せずに無事を得た。
1960年にソロとなる。1961年の「浮気なスー（Runaround Sue）」が全米チャート1位を記録。続く「恋に誘われて（The Wanderer）」（1961年）、「ルビー・ベイビー」（1962年）なども大ヒットとなった。
ヘロイン中毒から回復した1968年、「アブラハム、マーティン・アンド・ジョン」を発表。同作品は全米4位を記録しゴールドディスクに輝いた。
1980年代には、1950年代や1960年代のリバイバル・ブームが起こり、『クリスティーン』や『ブロンクス物語』、『ペギー・スーの結婚』等、いくつかの映画作品で彼のヒット曲が引用された。
「ローリング・ストーンの選ぶ歴史上最も偉大な100人のシンガー」において第63位。1989年にロックの殿堂入りを果たした。

## ディスコグラフィ

### リーダー・アルバム
- 『プレゼンティング・ディオン・アンド・ザ・ベルモンツ』 - Presenting Dion and the Belmonts (1959年) ※With ザ・ベルモンツ
- Wish Upon a Star with Dion and the Belmonts (1960年) ※With ザ・ベルモンツ
- 『アローン・ウィズ・ディオン』 - Alone with Dion (1961年)
- 『ラナラウンド・スー』 - Runaround Sue (1961年)
- 『ルビー・ベイビー』 - Ruby Baby (1963年)
- 『かわいいドンナ』 - Donna the Prima Donna (1963年)
- Together Again (1966年) ※With ザ・ベルモンツ
- 『アブラハム・マーティン・アンド・ジョン』 - Dion (1968年)
- 『シット・ダウン・オールド・フレンド』 - Sit Down Old Friend (1970年)
- 『ユアー・ノット・アローン』 - You're Not Alone (1971年)
- 『サンクチュアリ』 - Sanctuary (1971年)
- 『スウィート・フォー・レイト・サマー』 - Suite for Late Summer (1972年)
- Reunion - Live at Madison Square Garden 1972 (1973年) ※With ザ・ベルモンツ
- 『ボーン・トゥ・ビー・ウィズ・ユー』 - Born to Be with You (1975年)
- 『まごころの街』 - Streetheart (1976年)
- I Put Away My Idols (1983年)
- 『Yo! フランキー』 - Yo Frankie (1989年)
- 『デジャ・ニュ』 - Déjà Nu (2000年)
- 『ニュー・マスターズ』 - New Masters (2003年)
- Son of Skip James (2007年)
- Tank Full of Blues (2011年)
- 『ブルース・ウィズ・フレンズ』 - Blues with Friends (2020年)
- 『ストンピング・グラウンド』 - Stomping Ground (2021年)